# Cyrestis obscurior
Cyrestis obscurior är en fjärilsart som beskrevs av Otto Staudinger 1889. Cyrestis obscurior ingår i släktet Cyrestis och familjen praktfjärilar. Inga underarter finns listade i Catalogue of Life.